# ویم کامدی کامپنی

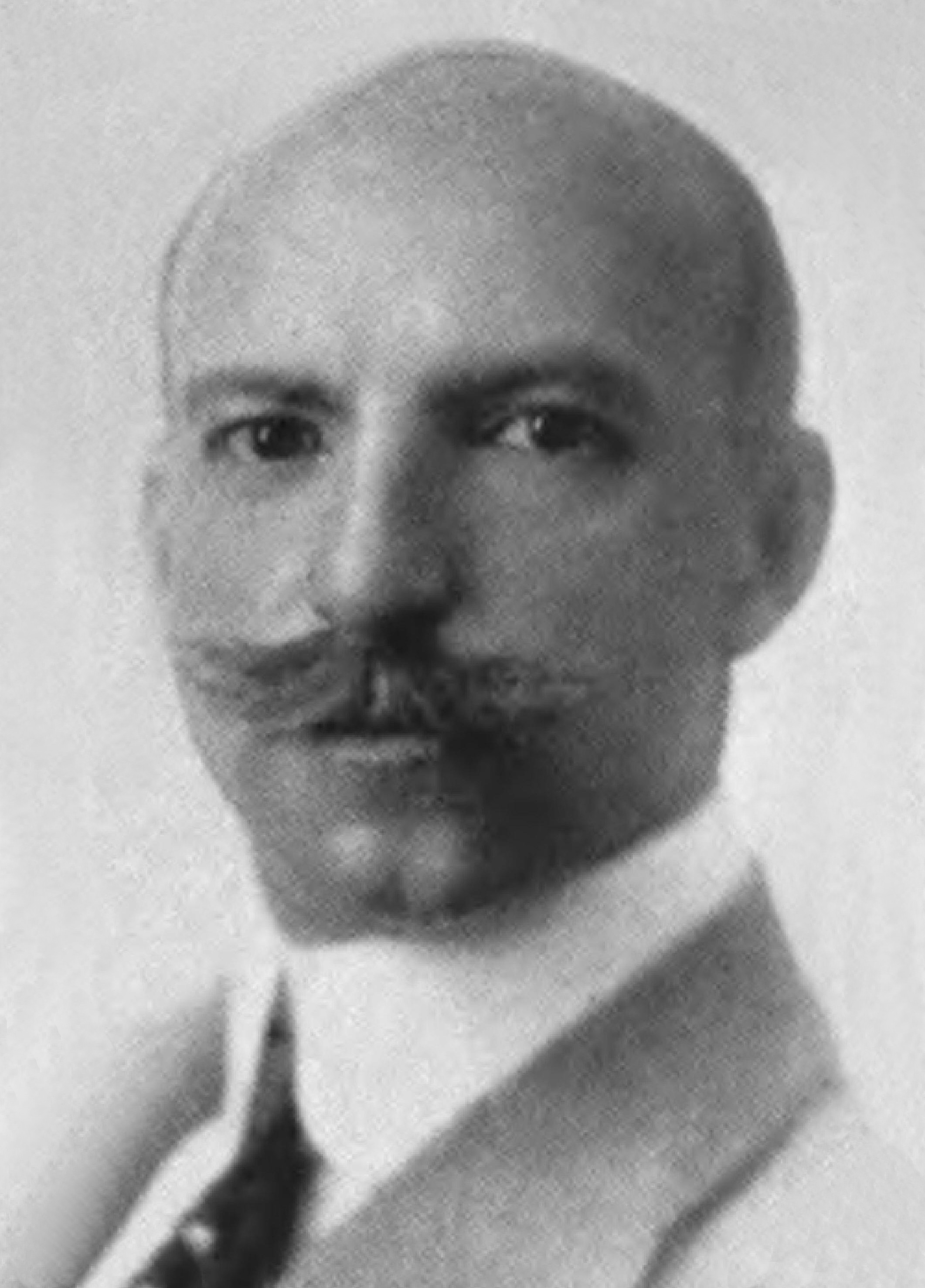
مارک دینتنفاس

ویم کامدی کامپنی (انگلیسی: Vim Comedy Company) یک استودیوی فیلم در جکسون‌ویل، فلوریدا و نیویورک بود که عمر کوتاهی داشت. این شرکت فیلم‌سازی، کمپانی تولیدی لوبین را پس از ورشکستگی از زیگموند لوبین خریداری نمود و تخصصش در تولید فیلم‌های کمدی دو حلقه‌ای (کوتاه) بود. بنیان‌گذاران این استودیوی فیلم‌سازی «لوئیس برستین» و «مارک دینتنفاس» بودند. برخی از آثار مهم تولیدشده توسط این کمپانی، فیلم‌های کوتاه اولیور هاردی، بیلی روژ، رزمری ثبی، بیلی بلچر و کیت پرایس بود. این استودیو در اوج فعالیت خود، ۵۰ کارمند داشت. این فیلم در سال ۱۹۱۷ میلادی - زمانی که اولیور هاردی کشف کرد بنیان‌گذاران آن از دستمزد کارکنان و هنرمندان دزدی می‌کنند - منحل شد.
از فیلم‌های تولیدشده توسط این استودیو می‌توان به مرغان، همه‌چیز برای یک دختر، بیبی دال، ماجراهای مدرسه، اسپاگتی و گناهکاران اشاره کرد.